# (5660) 1974 MA
(5660) 1974 MA est un astéroïde Apollon, également aréocroiseur, cythérocroiseur et herméocroiseur. Il fut découvert par Charles T. Kowal à l'observatoire Palomar en Californie, le 26 juin 1974.